# TAMA 300

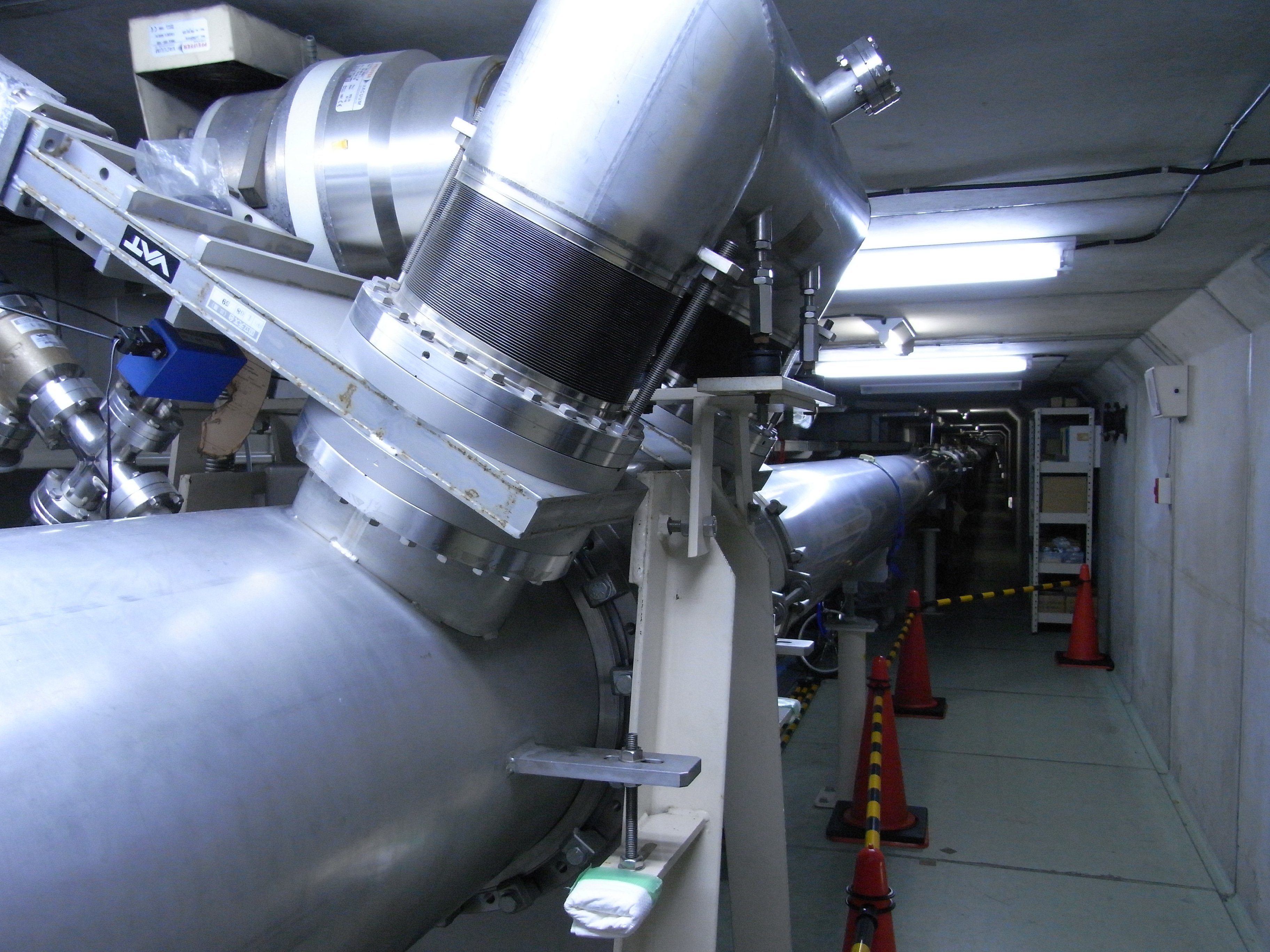
Vakuumpumpen und die evakuierte Röhren des TAMA300

TAMA 300 ist ein Gravitationswellendetektor auf dem Campus Mitaka des National Astronomical Observatory of Japan. 
Er ist mit einem interferometrischen Detektor ausgestattet, speziell einem Fabry-Pérot-Interferometer. Die Armlänge des Interferometers beträgt 300 m. Der Laserstrahl verläuft durch eine Röhre mit 400 mm Durchmesser, in der ein Druck von rund 10−6 Pa herrscht. Der verwendete Laser hat eine Leistung von 10 W. Die untere Nachweisgrenze lag bei Amplituden von 10−21 bei einer Frequenz von 1 kHz. 
Das Projekt wurde in den 1990er-Jahren in Betrieb genommen; von 1997 bis 2003 wurden Daten gesammelt. Es galt von Anfang an als unwahrscheinlich, dass mit diesem Detektor Gravitationswellen nachgewiesen werden. Er war aber ein wichtiger Vorläufer für wesentlich größere Anlagen, insbesondere für den KAGRA.